# Dance Hall at Louse Point
Dance Hall at Louse Point — первый совместный альбом английских рок-музыкантов Полли Джин Харви и Джона Пэриша, изданный в 1996 году.

## Об альбоме
До выхода Dance Hall at Louse Point Полли Джин Харви и Джон Пэриш были знакомы несколько лет. До 1991 года Харви играла на саксофоне и гитаре, а также пела бэк-вокал в группе Пэриша Automatic Dlamini. Джон, в свою очередь, был сопродюсером, гитаристом, ударником и клавишником в альбоме Полли Джин To Bring You My Love, а также гитаристом и клавишником на Is This Desire?.
Поклонниками исполнительницы альбом в основном был принят как незначительный сторонний проект, отчасти из-за использования ею полного имени Полли Джин, вместо всем известного Пи Джей. Как следствие — авангардный Dance Hall at Louse Point не имел особого коммерческого успеха, но получил неплохие отзывы критиков, например Том Синклер из Entertainment Weekly заметил: «Это глубокая музыка во всех смыслах и полное погружение в неё рекомендуется.».

## Список композиций
Слова и музыка всех песен — Полли Джин Харви и Джона Пэриша, за исключением «Is That All There Is», написанной Джерри Либером и Майком Столлером.
| №   | Название                                  | Длительность |
| --- | ----------------------------------------- | ------------ |
| 1.  | «Girl»                                    | 1:29         |
| 2.  | «Rope Bridge Crossing»                    | 5:10         |
| 3.  | «City of No Sun»                          | 2:14         |
| 4.  | «That Was My Veil»                        | 3:01         |
| 5.  | «Urn with Dead Flowers in a Drained Pool» | 3:03         |
| 6.  | «Civil War Correspondent»                 | 4:23         |
| 7.  | «Taut»                                    | 3:15         |
| 8.  | «Un Cercle Autour du Soleil»              | 5:07         |
| 9.  | «Heela»                                   | 3:19         |
| 10. | «Is That All There Is?»                   | 5:11         |
| 11. | «Dance Hall at Louse Point»               | 2:10         |
| 12. | «Lost Fun Zone»                           | 1:27         |